# Хоруженко Алла Юріївна
Алла Юріївна Хоруженко (при народженні Аграновська; нар. 1 квітня 1962, Харків) — білоруська, пізніше голландська шашкістка. Чемпіонка СРСР з стокліткових шашок (1-2 місце з Шаус) — 6-й чемпіонат (Вільнюс, 1980), срібна призерка — 14-й (Благовєщенськ, 1988). П'ятиразова чемпіонка України, чемпіонка Білорусії з стокліткових шашок серед жінок (1991). Майстер спорту СРСР (1977).
Проживає в Нідерландах.

## Освіта
Шашками почала займатися в 1973 році в гуртку при Будинку піонерів Орджонікідзевського району Харкова.
- 1969-79, школа № 15, Харків
- 1979—1984, ХІРЕ, зараз Харківський національний університет радіоелектроніки.[4]

## Родина
Одружена з міжнародним гросмейстером Олександром Пресманом. "Шлюб не обов'язково перекреслює шашкову кар'єру."